# Фортуната (фільм)
«Фортуната» (італ. Fortunata) — італійський драматичний фільм 2017 року, поставлений режисером Серджіо Кастеллітто. Стрічка брала участь в секції Особливий погляд на 70-му Каннському міжнародному кінофестивалі (2017) де виконавиця головної ролі Жасмін Трінка отримала приз Особливого погляду за найкращу жіночу роль.
Фільм здобув три премії «Срібна стрічка» Італійського національного синдикату кіножурналістів та у 2018 році був номінований у 4-х категоріях на здобуття нагород італійської національної кінопремії «Давид ді Донателло»,, отримавши нагороду за найкращу жіночу роль (Жасмін Трінка)

## Сюжет
Фортуната (Жасмін Трінка) мешкає на околиці Риму, щодня борючись з труднощами, аби самотужки зростити найкращим чином маленьку доньку від невдалого шлюбу. Вона мріє відкрити власну перукарню, щоб здобути незалежність, та не залишає надії на особисте щастя.

## У ролях
| • Жасмін Трінка      | … | Фортуната |
| • Стефано Аккорсі    | … | Патріціо  |
| • Алессандро Боргі   | … | Чикано    |
| • Едоардо Пеше       | … | Франко    |
| • Ганна Шигулла      | … | Лотта     |
| • Роза Ділетта Россі | … |           |

## Знімальна група
- Автор сценарію — Маргарет Мадзантіні
- Режисер-постановник — Серджіо Кастеллітто
- Продюсери — Нікола Джуліано, Франческа Чіма, Карлотта Калорі, Віола Престьєрі
- Оператор — Джанфіліппо Кортічеллі
- Композитор — Артуро Аннеккіно
- Монтаж — К'яра Валло
- Художник-постановник — Лука Мерліні
- Художник з костюмів — Ізабелла Ріцца
- Підбір акторів — Франческо Ведонаті

## Нагороди та номінації
| Список нагород та номінацій                       | Список нагород та номінацій | Список нагород та номінацій               | Список нагород та номінацій                                       | Список нагород та номінацій | Список нагород та номінацій |
| Кінопремія                                        | Дата церемонії              | Категорія                                 | Номінант(и)                                                       | Результат                   | Дж                          |
| ------------------------------------------------- | --------------------------- | ----------------------------------------- | ----------------------------------------------------------------- | --------------------------- | --------------------------- |
| Каннський міжнародний кінофестиваль               | 27.05.2017                  | Приз «Особливий погляд»                   | Фортуната                                                         | Номінація                   | [ 4 ]                       |
| Каннський міжнародний кінофестиваль               | 27.05.2017                  | Приз «Особливий погляд» найкращій акторці | Жасмін Трінка                                                     | Перемога                    | [ 4 ]                       |
| Італійський національний синдикат кіножурналістів | 2017                        | «Срібна стрічка» за найкращий фільм       | Фортуната                                                         | Номінація                   |                             |
| Італійський національний синдикат кіножурналістів | 2017                        | Найкраща акторка                          | Жасмін Трінка                                                     | Перемога                    |                             |
| Італійський національний синдикат кіножурналістів | 2017                        | Найкращий актор другого плану             | Алессандро Боргі                                                  | Перемога                    |                             |
| Італійський національний синдикат кіножурналістів | 2017                        | Найкращий актор другого плану             | Едоардо Пеше                                                      | Номінація                   |                             |
| Італійський національний синдикат кіножурналістів | 2017                        | Найкращий продюсер                        | Нікола Джуліано, Франческа Чіма, Карлотта Калорі, Віола Престьєрі | Номінація                   |                             |
| Італійський національний синдикат кіножурналістів | 2017                        | Найкращий сценарій                        | Маргарет Мадзантіні                                               | Номінація                   |                             |
| Італійський національний синдикат кіножурналістів | 2017                        | Найкращий звук                            | Алессандро Ролла                                                  | Перемога                    |                             |
| Премія «Давид ді Донателло»                       | 21.03.2018                  | Найкраща акторка                          | Жасмін Трінка                                                     | Перемога                    | [ 6 ] [ 7 ]                 |
| Премія «Давид ді Донателло»                       | 21.03.2018                  | Найкращий актор другого плану             | Алессандро Боргі                                                  | Номінація                   | [ 6 ] [ 7 ]                 |
| Премія «Давид ді Донателло»                       | 21.03.2018                  | Найкращий грим                            | Мауріціо Фадзіні                                                  | Номінація                   | [ 6 ] [ 7 ]                 |
| Премія «Давид ді Донателло»                       | 21.03.2018                  | Найкращі зачіски                          | Сауро Таманьїні                                                   | Номінація                   | [ 6 ] [ 7 ]                 |